# Minsta gemensamma multipel
Minsta gemensamma multipel (MGM) är ett begrepp inom talteori och aritmetik.
En multipel till ett tal a är talet multiplicerat med något positivt heltal;
till exempel så har vi följande multiplar till 5:
5, 10, 15, 20, 25.
En gemensam multipel till två heltal är ett tal som är en multipel av vart och ett av talen.
Multiplar av 6: 6,12,18,24,30,36,42,48,54...
Multiplar av 8: 8,16,24,32,40,48,56...
Gemensamma multiplar av 6 och 8: 24,48,...
Den minsta gemensamma multipeln till 6 och 8 är således 24. 

## Tillämpning vid bråkberäkning
Begreppet används till exempel om en summa eller differens av två bråk ska beräknas. Den minsta gemensamma multipeln av nämnarna är den nämnare, man kommer att få ut i ett första svar (som sedan kanske kan förkortas...)
Till exempel: 
UppgiftBeräkna {\displaystyle {\frac {1}{8}}+{\frac {5}{6}}}
Lösning
1. den minsta gemensamma multipeln av 6 och 8 är 24
2. förläng båda bråken så att man får nämnaren 24 (som beräknat ovan): det första bråket måste då förlängas med 3, och det andra med 4. Uppgiften är nu i läget {\displaystyle {\frac {1}{8}}+{\frac {5}{6}}={\frac {3}{24}}+{\frac {20}{24}}}
3. Talen har nu samma nämnare, alltså är summan {\displaystyle {\frac {23}{24}}}.

I praktiken kallas just denna tillämpning på bråktal av "minsta gemensamma multipler" för minsta gemensamma nämnare

## Beräkningsmetod
Här följer ett exempel på hur minsta gemensamma multipel kan bestämmas för de båda talen 48 och 180. Talen primtalsfaktoriseras enligt:
{\displaystyle 48=2\cdot 2\cdot 2\cdot 2\cdot 3}
{\displaystyle 180=2\cdot 2\cdot 3\cdot 3\cdot 5}
Ett Venndiagram ritas där vart och ett av talens faktorer utgör en mängd. I mängdernas snitt återfinnes de faktorer som de båda talen delar, nämligen två tvåor och en trea:
Minsta gemensamma multipel beräknas genom att multiplicera alla talen i Venndiagramet:
Minsta gemensamma multipel {\displaystyle =2\cdot 2\cdot 2\cdot 2\cdot 3\cdot 3\cdot 5=720}
Metoden kan även användas för att bestämma största gemensamma delare, som är produkten av elementen i Venndiagrammets snitt:
Största gemensamma delare {\displaystyle =2\cdot 2\cdot 3=12}